# Dressleria
Dressleria – rodzaj roślin z rodziny storczykowatych (Orchidaceae). Obejmuje 13 gatunków występujących w Ameryce Środkowej i Południowej w takich krajach jak: Kolumbia, Kostaryka, Ekwador, Nikaragua, Panama, Peru.

## Systematyka
Rodzaj sklasyfikowany do podplemienia Catasetinae w plemieniu Cymbidieae, podrodzina epidendronowe (Epidendroideae), rodzina storczykowate (Orchidaceae), rząd szparagowce (Asparagales) w obrębie roślin jednoliściennych.
Wykaz gatunków
- Dressleria allenii H.G.Hills
- Dressleria aurorae H.G.Hills & D.E.Benn.
- Dressleria bennettii H.G.Hills & Christenson
- Dressleria dilecta (Rchb.f.) Dodson
- Dressleria dodsoniana H.G.Hills
- Dressleria eburnea (Rolfe) Dodson
- Dressleria fragrans Dodson
- Dressleria helleri Dodson
- Dressleria kalbreyeri H.G.Hills
- Dressleria kerryae H.G.Hills
- Dressleria morenoi H.G.Hills & M.H.Weber
- Dressleria severiniana H.G.Hills
- Dressleria williamsiana H.G.Hills